# Namul
 (février 2015).
Si vous disposez d'ouvrages ou d'articles de référence ou si vous connaissez des sites web de qualité traitant du thème abordé ici, merci de compléter l'article en donnant les références utiles à sa vérifiabilité et en les liant à la section « Notes et références ».

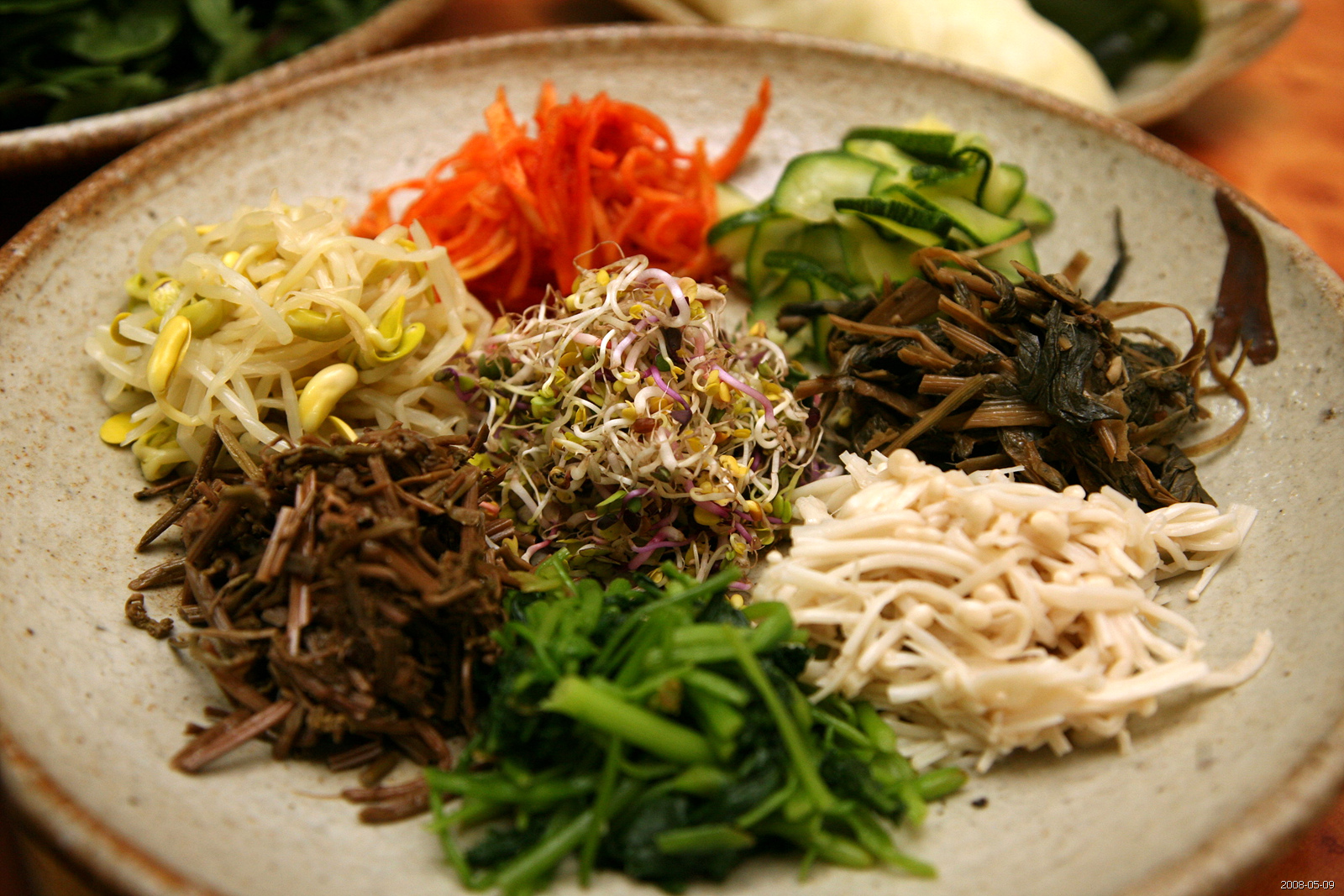
Un ensemble de namul pour bibimbap et ssambap à Gyeongju.

Namul est un terme générique en coréen pour définir des plats d'accompagnement (banchan), faits de végétaux assaisonnés. Le nom du plat peut légèrement varier en fonction de l'utilisation et de la préparation des différents végétaux, mais ils resteront une sorte de namul.

## Variétés
| Nom                             | Nom coréen                 | Description | Illustration |
| ------------------------------- | -------------------------- | --- | ------------ |
| Bireum namul                    | 비름나물                   | Amaranthes sautées et assaisonnées, généralement avec de la sauce gochujang                                                                  |              |
| Chwi namul                      | 취나물                     | Aster koraiensis sautées et assaisonnées |              |
| Dol namul                       | 돌나물                     | Sedum crue, dressée avec une sauce au poivre                                                                                                 |              |
| Doraji namul                    | 도라지나물                 | Racines de platycodon bouillies |              |
| Gaji namul                      | 가지나물                   | Aubergines à la vapeur |              |
| Gogumasun namul ou goguma julgi | 고구마순나물 ou 고구마줄기 | Pousses de patates douces bouillies et assaisonnées                                                                                          |              |
| Gosari namul                    | 고사리나물                 | Pousses de fougères sautées, adoucies et assaisonnés                                                                                         |              |
| Kongnamul                       | 콩나물                     | Germes de soja (jaune) bouillis et servis froids avec de l'huile de sésame, de la ciboulette, de l'ail et des graines de sésame              |              |
| Miyeok muchim                   | 미역무침                   | Miyeok (wakame, une algue) avec du vinaigre doux et du sel                                                                                   |              |
| Musaengchae/Muchae              | 무생채/무채                | Radis blanc en julienne avec une sauce vinaigre douce, parfois avec du piment séché                                                          |              |
| Naengi namul                    | 냉이나물                   | Bourse-à-berger blanchie et assaisonnée |              |
| Pyogo namul                     | 표고나물                   | Champignons parfumés et poivrons |              |
| Sigeumchi namul                 | 시금치나물                 | Épinards légèrement blanchis, dressés avec de la ciboulette, de l'ail et des graines de sésame                                               |              |
| Sukju namul                     | 숙주나물                   | Germes de haricot mungo (soja vert) bouillis et servis froids avec de l'huile de sésame, de la ciboulette, de l'ail et des graines de sésame |              |